# Bobolândia Monstrolândia
Bobolândia Monstrolândia é uma série de animação brasileira coproduzida pela 44 Toons e TV Cultura sendo exibida desde 9 de junho de 2018 pelo canal, contando com uma temporada de 26 episódios com duração de 11 minutos cada. Em 1 de Maio de 2019, foi transmitido na Nickelodeon. 

## Sinopse
A série fala sobre a vida de Otto, um garoto que vive entre dois mundos extremos, uma cidade mágica com duas facetas: uma durante o dia e outra durante a noite. Sob o sol, a cidade cheia de regras é perfeita, os moradores são doces e gentis, tudo é ingênuo e romântico. Mas, sob a luz da lua, a cidade se transforma numa cidade monstro, e os moradores, em criaturas sobrenaturais.

## Elenco
- " Danilo Diniz como Otto "
- " Ana Paula Cadamuro como Witchelly ".
- " Daniela Campos"
- " Vivian Bertocco"
- " Delphis Fronseca"
- " Francisco Freitas como Loberto"
- " Beatriz Jacob"
- " Luiz Felipe Mazzoni"
- " Ale McHaddo"
- " Caio Alves Meira"
- " Dado Monteiro"
- " Lívia Prata"
- " Rodrigo Regis"
- " Nando Rocha"
- " Ênio Vivona"

## Lista de Episódios

### 1ª Temporada
- "Ep. 1 - Siga Aquele Mascarado"
- "Ep. 2 - Piolhos Não Veem, Coração Não Sente"
- "Ep. 3 - Ottotuber!"
- "Ep. 4 - Mas Que Chefe!"
- "Ep. 5 - A Temível Ladeira da Morte"
- "Ep. 6 - Ratos, Taças e Uma Varinha Fumegante"
- "Ep. 7 - Em Busca da Figurinha Perdida"
- "Ep. 8 - O Craque da Escola"
- "Ep. 9 - Uma Questão de Etiqueta"
- "Ep. 10 - Gênio"
- "Ep. 11 - Te Peguei!"
- "Ep. 12 - Feitiço do Tempo"
- "Ep. 13 - Badalada Secreta"
- "Ep. 14 - Um É Bom, Dois É Mau, Três Deu Ruim"
- "Ep. 15 - O X Não Marca o Lugar"
- "Ep. 16 - Cinema Em Casa"
- "Ep. 17 - A Babá de Rosemeri"
- "Ep. 18 - F.O.F.O.C.A."
- "Ep. 19 - Monstrengos de Bolso"
- "Ep. 20 - Quem Ri Por Último"
- "Ep. 21 - Pequenas Empresas, Grandes Destroços"
- "Ep. 22 - Eu Posso Provar!"
- "Ep. 23 - Cuidado, Spoiler!"
- "Ep. 24 - Termos E Condições"
- "Ep. 25 - A Feira de Ciências"
- "Ep. 26 - Batalha de Rap"